# Operação Alsos
O projeto Alsos, também chamado operação Alsos, foi um esforço no final da Segunda Guerra Mundial dos aliados (principalmente da Grã-Bretanha e dos Estados Unidos), relacionado com o projeto Manhattan, para capturar recursos nucleares alemães, materiais e pessoas, para a futura pesquisa estado-unidense e para evitar que caíssem nas mãos dos soviéticos, e para descobrir o que os alemães sabiam sobre a criação de uma bomba atômica. O pessoal responsável do projeto estava logo atrás da linha da frente, primeiro na Itália, depois na França e Alemanha, procurando pessoas, artigos, material e centros envolvidos.
O projeto conseguiu encontrar muitas pessoas envolvidas no esforço alemão, bem como boa parte do equipamento e registros remanescentes. A maior parte dos pesquisadores (incluindo Werner Heisenberg, Otto Hahn e Carl von Weizsäcker) foram sequestrados em Farm Hall, na Inglaterra, por vários meses. As suas discussões foram secretamente gravadas, e extratos dessas gravações foram publicados.
No final, ALSOS concluiu que os Aliados haviam ultrapassado enormemente o projeto alemão de bomba atômica já em 1942. Comparado com o Projeto Manhattan, um dos maiores desafios científicos de todos os tempos, o projeto alemão necessitava desesperadamente de fundos e pessoal e é duvidoso que a Alemanha tivesse, como tiveram os Aliados, capacidade de obter os recursos e o isolamento necessários para produzir tal arma. Samuel Abraham Goudsmit, o chefe científico e técnico do projeto, num artigo publicado dois anos depois do fim da guerra, concluía que a principal razão do fracasso do projeto alemão era que a ciência não podia se desenvolver sob o totalitarismo — um argumento refutado pela União Soviética, que desenvolveu a arma nuclear em 1949. Os soviéticos, no entanto, beneficiaram da extensa rede de espiões de Stalin, que incluía dois cientistas no laboratório de Los Alamos, Klaus Fuchs e Theodore Hall, trabalhando para impedir que os Estados Unidos obtivessem o monopólio nuclear.